# 鴉又
鴉又（からすまた）は、かつて新潟県新潟市にあった町字。1889年（明治22年）から1953年（昭和28年）まであった大字で、栗ノ木川右岸に位置する。もとは江戸時代から1889年（明治22年）まであった鴉俣村の区域の一部。1953年（昭和28年）に日ノ出町に編入されて消滅した。
以下の記述は消滅直前当時の旧鴉又に関しての記述であり、現在では名称等が異なる場合がある。なお、ここに記述されていない内容に関しては新潟市などの記事を参照。

## 歴史
開発年代は不明だが、1664年（寛文4年）の記録に村名が残る。
鴉俣新田（からすまたしんでん）
江戸時代から1877年（明治10年）までの新田名。栗ノ木川右岸に位置する。

### 分立した町字
日ノ出町（ひのでまち）
1941年（昭和16年）と1953年（昭和28年）に分立した町字。
山木戸（やまきど）
1943年（昭和18年）に分立した町字。

### 年表
- 1877年（明治10年）3月15日 : 合併により鴉俣新田、山木戸新田を編入。
- 1889年（明治22年）4月1日 : 合併により木戸村の大字となる。
- 1901年（明治34年）11月1日 : 合併により石山村の大字となる。
- 1905年（明治38年） : 鴉俣から鴉又に改称する。
- 1943年（昭和18年） : 山木戸が分立。
  - 5月3日 : 合併により新潟市の大字となる。
- 1953年（昭和28年） : 残部が日ノ出町となり消滅。